# Circunscrições eclesiásticas católicas de Cabo Verde
Presentemente, a Igreja Católica está presente em Cabo Verde através de duas circunscrições eclesiásticas (dioceses), directamente dependentes da Santa Sé:

## Conferência Episcopal de Cabo Verde

### Diretamente ligadas à Santa Sé
- Diocese do Mindelo
- Diocese da Praia ou Santiago de Cabo Verde